# کیفر (اکلاهما)
کیفر(به انگلیسی: Kiefer) شهری در ایالت اکلاهما کشور ایالات متحده آمریکا است که جمعیت آن در سرشماری سال ۲۰۱۰ میلادی، ۱٬۶۸۵ نفر بوده‌است.